# (27088) Valmez
(27088) Valmez est un astéroïde de la ceinture principale.

## Description
(27088) Valmez est un astéroïde de la ceinture principale. Il fut découvert le 22 octobre 1998 à l'observatoire d'Ondřejov par Petr Pravec. Il présente une orbite caractérisée par un demi-grand axe de 2,48 UA, une excentricité de 0,10 et une inclinaison de 6,8° par rapport à l'écliptique.

## Compléments